# Wärmeäquivalent
Das (mechanische) Wärmeäquivalent ist ein Konzept aus der Physik des 19. Jahrhunderts, als man zu erkennen begann, dass Wärme eine Energieform ist. Das Wärmeäquivalent war dabei der experimentell ermittelte Umrechnungsfaktor zwischen mechanischer Energie und der daraus entstehenden Wärme, wenn eine vollständige Umwandlung in Wärmeenergie erfolgt. Aus der Entdeckung des Wärmeäquivalents folgte der Erste Hauptsatz der Thermodynamik als Spezialfall des Energieerhaltungssatzes.
Aus der Erkenntnis, dass Wärme eine Energieform ist, ergab sich, dass das ursprünglich als Naturkonstante betrachtete Wärmeäquivalent nur ein Umrechnungsfaktor zwischen den Maßeinheiten für die mechanische Energie und für die Wärme war. 1948 wurde beschlossen, für Wärme künftig die „allgemeine“ Energieeinheit Joule und nicht mehr die „thermische“ Einheit Kalorie zu verwenden.

## Geschichte

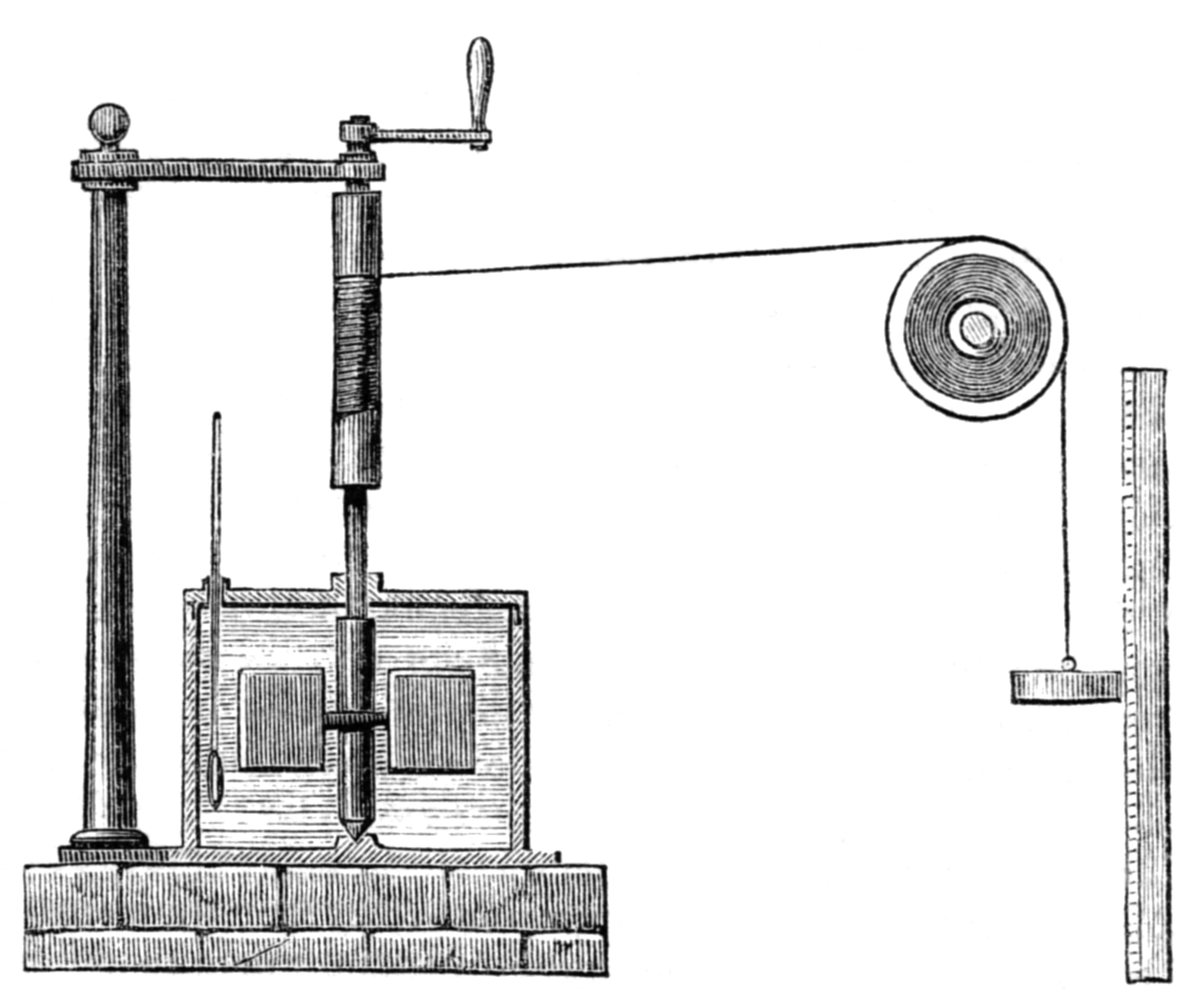
Joules Versuchsaufbau zum Wärmeäquivalent

Eine alte Einheit für Wärmemengen war die Kalorie. Sie war definiert durch die Wärmemenge, die benötigt wird, um die Temperatur einer Gewichtseinheit reines Wasser um eine Einheit zu erhöhen. Die mechanische und elektrische Energie wurden zunächst nicht im Zusammenhang mit der Thermodynamik betrachtet.
Im Jahr 1798 entdeckte Benjamin Thompson beinahe das mechanische Wärmeäquivalent. Die Größe des Äquivalents lässt sich aus den Versuchen Thompsons berechnen, er selbst erkannte die vollständige Bedeutung der Zusammenhänge allerdings nicht.
Im Jahr 1842 veröffentlichte Julius Robert von Mayer in den Annalen der Chemie und Pharmacie seine Untersuchungen zur Temperaturerhöhung in einer Flüssigkeit beim Verrichten von mechanischer Arbeit. Er befasste sich unter anderem mit dem Zusammenhang zwischen verrichteter Reibungsarbeit und der dabei auftretenden Erwärmung.

„Reiben wir z. B. zwei Metallplatten an einander, so werden wir Bewegung verschwinden, Wärme dagegen auftreten sehen und es fragt sich jetzt nur, ist die Bewegung die Ursache von Wärme.“

Weiterhin bestimmte Mayer das Wärmeäquivalent quantitativ und stellte fest, dass die potentielle Energie eines Körpers in etwa 365 Metern Höhe der Erwärmung einer gleichen Masse Wasser um 1 °C äquivalent ist:

„[…] daſs dem Herabsinken eines Gewichtstheiles von einer Höhe circa 365 m die Erwärmung eines gleichen Gewichttheiles Wasser von 0° auf 1° entspreche.“

In modernen Maßeinheiten geschrieben bedeutet das, berechnet mit einem „Gewichttheil“ (Masse) von 1 kg:
1 kcal0  ≙  365 kp·m = 3,58 kJ   (heutiger Wert: 4,20 kJ)
Mayer spricht in seiner Publikation von einer Umwandlung der Kräfte. Dies liegt daran, dass zu seiner Zeit der Begriff Kraft sowohl die Kraft selbst als auch die Energie bezeichnete. Den Energiebegriff in seiner heutigen Form führte erst der schottischen Physiker William Rankine zehn Jahre später ein.
James Prescott Joule stellte etwa zur gleichen Zeit ähnliche thermodynamische Versuche an und bestimmte das mechanische und elektrische Wärmeäquivalent. Er verwendete als Erster den Begriff Wärmeäquivalent und publizierte im Jahr 1850 in den Annalen der Physik und Chemie seine Ergebnisse.

„[…] daſs die Wärmemenge, welche im Stande ist ein Pfund Wasser (gewogen in Vacuo und genommen zwischen 55 und 60° F.) in seiner Temperatur um 1° F. zu erhöhen, zu seiner Erregung den Aufwand einer mechanischen Kraft erfordert, die durch den Fall von 772 Pfund durch einen Raum von einem Fuſs vorgestellt wird.“

Dies bedeutet:
{\displaystyle {\frac {5}{9}}\cdot {\frac {1\;\mathrm {lb} }{1\;\mathrm {kg} }}\;\mathrm {kcal} _{15}\,\mathrel {\widehat {=}} \,772\cdot {\frac {1\;\mathrm {lb} }{1\;\mathrm {kg} }}\cdot {\frac {1\;\mathrm {ft} }{1\;\mathrm {m} }}\;\mathrm {kp\cdot m} }.
Mit 1 ft = 0,3048 m erhält man in SI-Einheiten:
1 kcal15  ≙  423,6 kp·m = 4,154 kJ,
was weniger als 1 % vom heutigen Wert (4,1855 kJ) abweicht.

## Physikalische Begründung
Wenn mechanische oder elektrische Arbeit dissipiert wird, dann werden beispielsweise durch Reibung, elektrische oder magnetische Felder die Teilchen eines Stoffes angeregt und ihre mittlere kinetische Energie nimmt zu. Die Wärmeenergie eines Systems entspricht der gesamten kinetischen Energie seiner Teilchen, d. h. Energie einer anderen Form kann vollständig (äquivalent) in Wärmeenergie umgewandelt werden.